# Igor Severyanin
Igor Severyanin (tiếng Nga: Игорь Северянин, là bút danh của Igor Vasilyevich Lotaryov, 16 tháng 5 năm 1887 – 20 tháng 12 năm 1941) – nhà thơ Nga thế kỷ bạc.

## Tiểu sử
Igor Severyanin sinh ở Sankt-Peterburg trong gia đình một kỹ sư quân đội. Năm 1904, học xong lớp 4, đi về vùng Viễn đông cùng với bố, sau đó bố mất, trở lại Sankt-Peterburg với mẹ. Năm 1904 bỏ tiền ra in tập thơ đầu tiên. Severyanin bắt đầu nổi tiếng từ năm 1911, sau khi được nhiều nhà thơ nổi tiếng để ý và khen ngợi.
Năm 1913 in tập Громокипящий кубок (Chiếc cốc sôi to), nhà thơ Fyodor Sologub viết lời giới thiệu, đã thành công vang dội. Severyanin được mời đọc thơ ở Bảo tàng Bách khoa Moskva và được tôn vinh là "Ông hoàng của các nhà thơ". Sau đó nhà thơ Fyodor Sologub mời Severyanin tham gia chuyến công du khắp đất nước, đi đọc thơ từ Minsk đến Kutaisy.
Thời gian sau đấy, Severyanin thành lập nhóm thơ Ego-Futurists. Năm 1914 kết hợp cùng với nhóm Kubo-Futurists của Burlyuk và Mayakovsky tổ chức chuyến đi về nhiều thành phố đọc thơ.
Năm 1918 đi nghỉ ở Estonia.
Năm 1920 Estonia tách khỏi nước Nga Sa hoàng, Severyanin muốn quay trở về Nga nhưng không thể, trở thành người sống lưu vong. Ông lấy vợ người Estonia, sống một cuộc sống đạm bạc, bằng lòng với cuộc sống xứ người nhưng luôn nhớ về nước Nga trong những sáng tác của mình. Thơ của Severyanin mang màu sắc chủ nghĩa lãng mạn cá nhân và mối hoài cảm về cố quốc. Ngoài sáng tác thơ ông còn dịch nhiều nhà thơ các nước ra tiếng Nga. Ông mất năm 1941 vì bệnh nhồi máu cơ tim ở Tallinn, khi đó bị Đức chiếm đóng. 

## Tác phẩm
- Зарницы мысли (1908)
- Качалка грёзэрки (1912)
- Громокипящий кубок (Chiếc cốc sôi to, 1913)
- Златолира (1914)
- Ананасы в шампанском (1915)
- Wictoria regia (1915)
- Поэзоантракт» (1915)
- Собрание поэз (1916)
- За струнной изгородью лиры (1918)
- Поэзо-концерт (1918)
- Собрание поэз (1918)
- Creme de Violettes (1919)
- Puhajogi (1919)
- Вервэна (1920)
- Менестрель (1921)
- Миррэлия (1922)
- Роман в стихах «Падучая стремнина» (1922)
- Комедия «Плимутрок» (1922)
- Фея Eiole (1922)
- Соловей (1923)
- Трагедия титана (1923)
- Автобиографический роман в стихах «Колокола собора чувств» (1925)
- Роса оранжевого часа (1925)
- Адриатика (1932)
- Медальоны (1934)

## Một vài bài thơ dịch sang tiếng Việt
| Встречаются, чтоб расставаться Встречаются, чтоб расставаться, Влюбляются, чтоб разлюбить. Мне хочется расхохотаться И разрыдаться, и не жить! Клянутся, чтоб нарушить клятвы, Мечтают, чтоб клянуть мечты... О, горе тем, кому понятны Все наслаждения тщеты. В деревне хочется столицы... В столице хочется души... И всюду человечьи лица Бесчеловеческой души... Как часто красота уродна И есть в уродстве красота... Как часто низость благородна И злы невинные уста. Так как же не расхохотаться, Не разрыдаться, как же жить, Когда возможно расставаться, Когда возможно разлюбить? Грустный опыт Я сделал опыт. Он печален. Чужой останется чужим. Пора домой; залив зеркален, Идет весна к дверям моим. Еще одна весна. Быть может, Уже последняя. Ну, что ж, Она постичь душе поможет, Чем дом покинутый хорош. Имея свой, не строй другого. Всегда довольствуйся одним. Чужих освоить бестолково: Чужой останется чужим. Я не лгал Я не лгал никогда никому, Оттого я страдать обречен, Оттого я людьми заклеймен, И не нужен я им потому. Никому никогда я не лгал. Оттого жизнь печально течет. Мне чужды и любовь, и почет Тех, чья мысль - это лживый закал. И не знаю дороги туда, Где смеется продажная лесть. Но душе утешение есть: Я не лгал никому никогда. Быть может, и любит, да только не скажет Быть может, и любит, да только не скажет... Да только не скажет и чувств не покажет. А раз не покажет - так что в этом толку. Да, что в этом толку - любить втихомолку. Надеждой терзает, надеждой тревожит... А может быть вовсе не любит? Быть может! | Gặp gỡ để rồi chia xa Yêu để mà không yêu nữa. Ta muốn cười lên hề hề Ta muốn khóc lên nức nở! Thề thốt để nuốt lời thề Ước mơ để rồi nguyền rủa… Thật khổ cho người hiểu ra Tất cả những trò vô bổ. Ở quê muốn lên thành phố Ở phố muốn về quê chơi Đâu đâu cũng gương mặt người Mà sao lòng lang dạ thú… Sắc đẹp thường hay quái gở Quái hình có vẻ đẹp xinh Thường có cao thượng đê hèn Vô tội cả điều ác dữ. Làm sao không khóc nức nở Làm sao không cười hề hề Khi nào có thể chia xa Khi nào thì không yêu nữa? Kinh nghiệm đau buồn Tôi rút ra một kinh nghiệm đau buồn Cái gì xa lạ vẫn là xa lạ. Đi về nhà mặt nước vịnh như gương Giờ mùa xuân đang về bên cánh cửa. Còn một mùa xuân nữa. Có thể là Xuân cuối cùng. Nhưng mà không sao cả Mùa xuân giúp cho tâm hồn hiểu ra Điều tốt đẹp của ngôi nhà đã bỏ. Có của mình, đừng xây thêm cái nữa Chỉ bằng lòng với một thứ mà thôi Thật dột làm chủ cái của người: Cái gì xa lạ vẫn là xa lạ. Tôi chưa bao giờ lừa dối gì ai Chính vì thế mà đời tôi đau khổ Chính vì thế mà người ta phỉ nhổ Chẳng ai cần tôi cũng bởi điều này. Chưa bao giờ tôi lừa dối gì ai. Chính vì thế cuộc đời trôi buồn bã. Danh vọng, tình yêu tôi đều xa lạ Vốn là bản chất gian dối của đời. Tôi không biết con đường đi về nơi Có tiếng cười bán mua và khen ngợi Nhưng lòng tôi có một điều an ủi: Tôi chưa bao giờ lừa dối gì ai. Có thể em yêu nhưng mà em không nói Không nói ra, tình cảm chẳng cho xem Mà không được xem thì làm sao biết nổi Biết thế nào, nếu em cứ lặng im. Em lo âu, em tự hành hạ mình Mà có thể không yêu anh, có thể vậy! Bản dịch của Nguyễn Viết Thắng. |